# Dekking (beton)

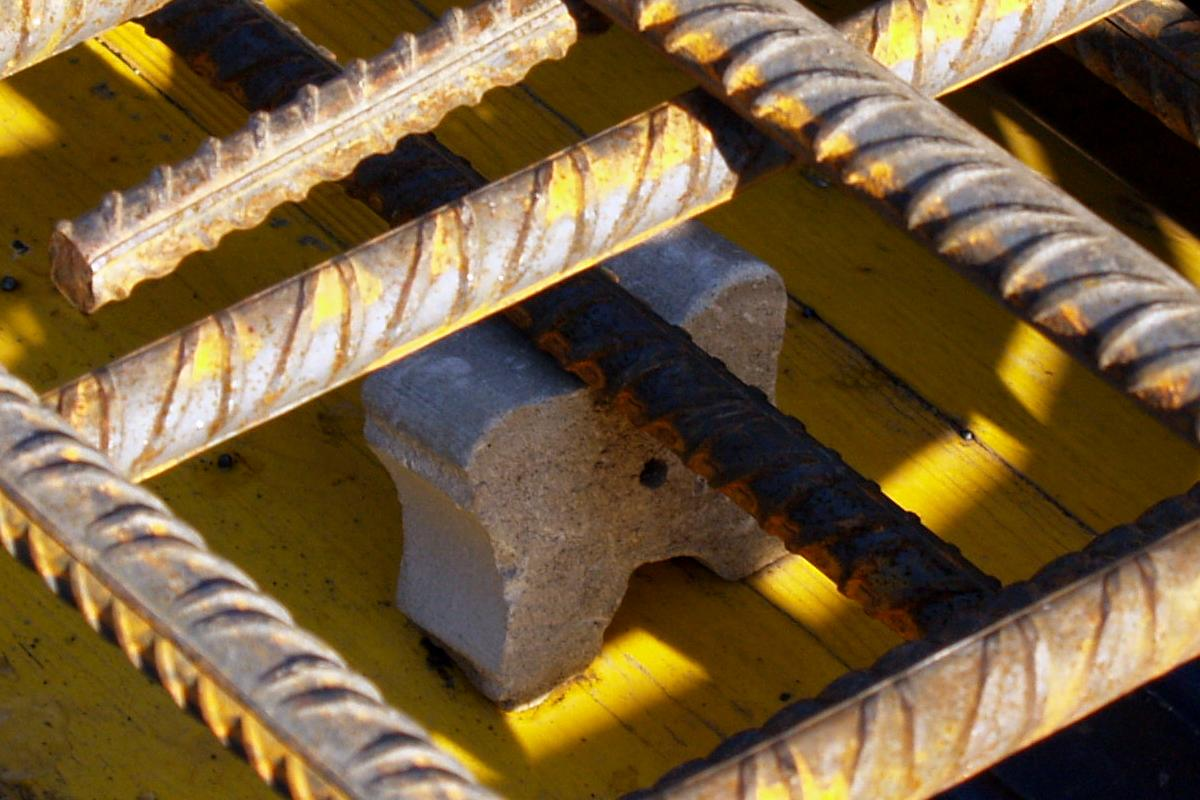
Aangebrachte wapening op een bekisting. Ertussen is een afstandhouder geplaatst ten behoeve van de dekking.

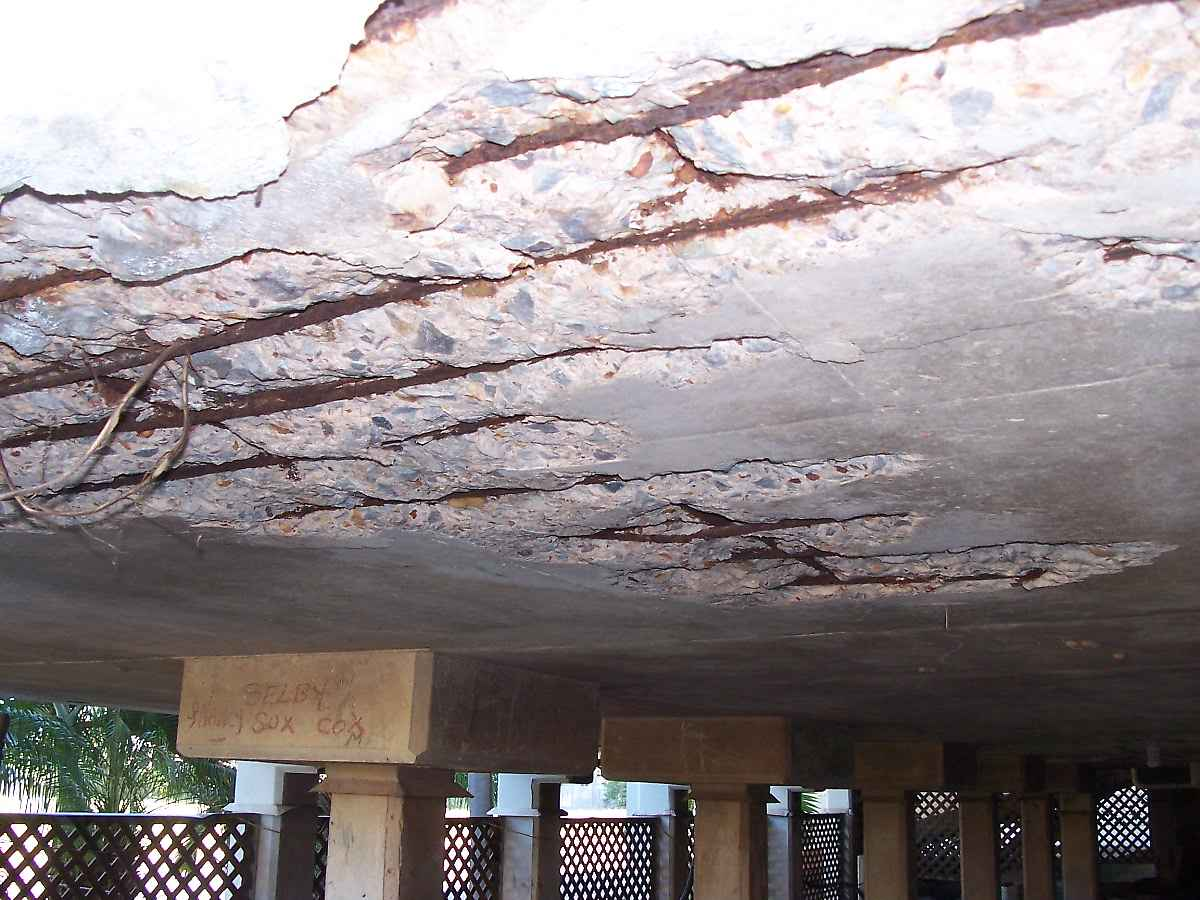
Een bouwwerk waarvan de wapening is aangetast door onvoldoende dekking en/of slechte beton.

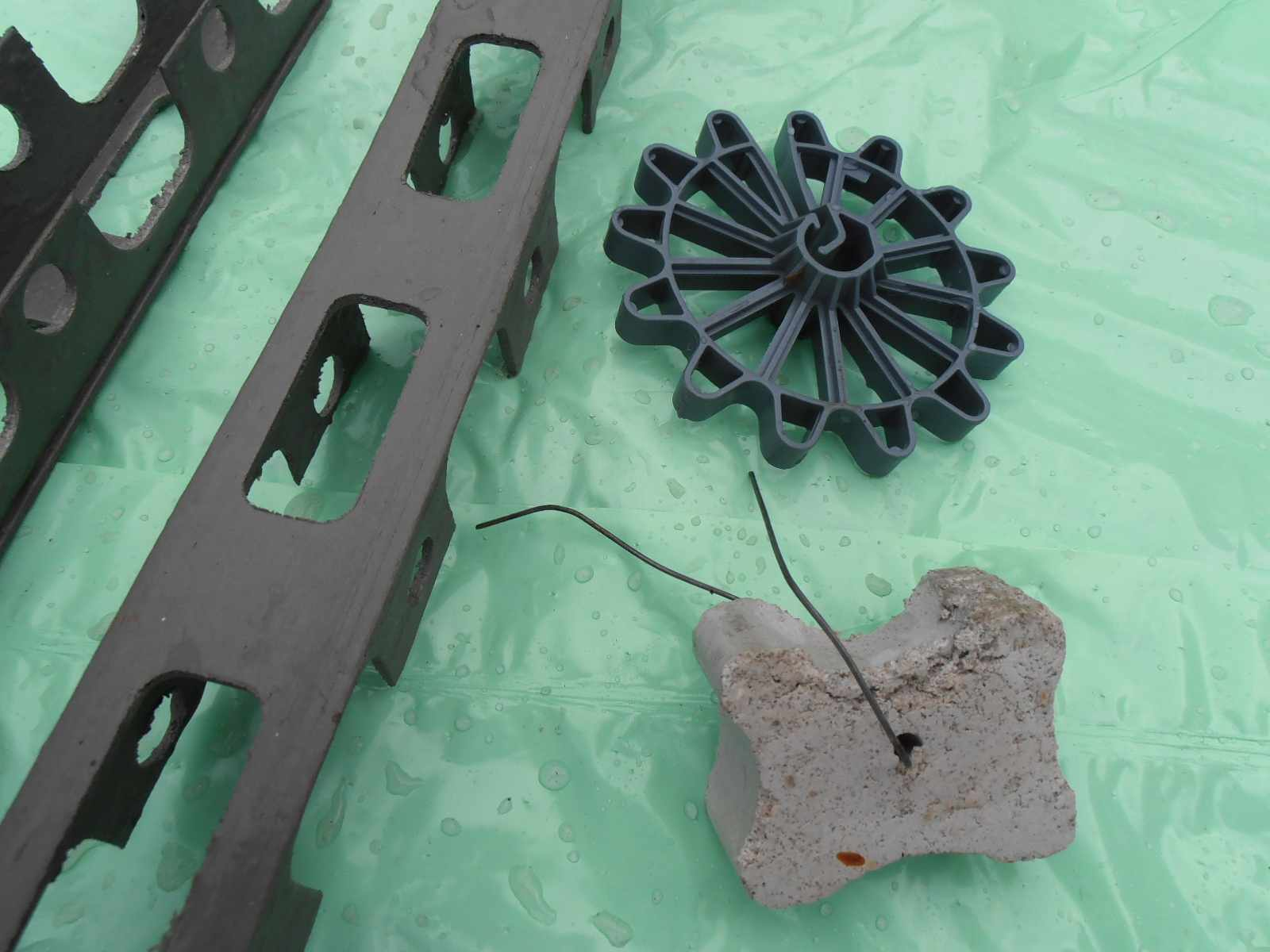
Verschillende soorten afstandhouders.

Dekking of betondekking is in de bouwwereld bij gewapend beton de afstand tussen de wapening en de buitenzijde van de betonconstructie.
Dekking fungeert als beschermlaag voor de corrosiegevoelige wapening. De mate van minimaal benodigde dekking is sterk afhankelijk van het milieu waarin de betonconstructie zich bevindt. Bijvoorbeeld bij een constructie zoals een betonnen zeewering is een ruimere dekking vereist dan bij een binnenmuur in een kantoorgebouw. Aan de andere kant mag de dekking ook weer niet te groot worden. Een hulpmiddel dat gebruikt wordt tijdens de bouw om de wapening op de juiste plaats te houden en daarmee ook te voorzien in de benodigde dekking, zijn zogeheten afstandhouders.
De kwaliteit van de beton speelt een rol in hoe goed de dekking kan fungeren. Daarnaast zorgt de juiste dekking ervoor dat de wapening en beton de belastingen goed kunnen uitwisselen in de constructie. Bij brand biedt de dekking in zekere mate bescherming aan de betonconstructie.
Onvoldoende dekking kan worden aangemerkt als een bouwfout en leiden tot een aantasting van de wapening waardoor de constructie verzwakt wordt. 